# Evelyn Fauth
Evelyn Fauth (* 27. November 1976 in Sankt Peter im Sulmtal) ist eine ehemalige österreichische Tennisspielerin.

## Karriere
Evelyn Fauth spielte von 1993 bis 2005 auf der WTA Tour. Ihre beste Platzierung in der Einzelweltrangliste erreichte sie am 20. Mai 2002 mit Rang 127. Fauth auf der WTA Tour konnte sie keinen Erfolg für sich verbuchen. Auf ITF-Ebene war sie bei fünf Einzelturnieren und einer Doppelkonkurrenz siegreich.
Fauth konnte sich 2001 für das Hauptfeld der US Open qualifizieren. Nach einem Sieg über Anne-Gaëlle Sidot verlor sie in der zweiten Runde knapp in drei Sätzen gegen Virginia Ruano Pascual.
Fauth spielte 2002 und 2003 fünf Mal für Österreich im Fed Cup, dabei konnte sie jedoch kein Match für sich entscheiden.

## Turniersiege

### Einzel
| Nr. | Datum           | Turnier   | Kategorie   | Belag             | Finalgegnerin                    | Ergebnis      |
| --- | --------------- | --------- | ----------- | ----------------- | -------------------------------- | ------------- |
| 1.  | 28. Januar 1996 | Istanbul  | ITF $10.000 | Hartplatz (Halle) | Andrea Schwarz                   | 7:6, 6:1      |
| 2.  | 27. Juli 1996   | Dublin    | ITF $10.000 | Sand              | Pam Nelson                       | 6:2, 6:3      |
| 3.  | 13. Juli 1997   | Fiumicino | ITF $10.000 | Sand              | Alessia Lombardi                 | 6:3, 6:4      |
| 4.  | 21. Juni 1998   | Grado     | ITF $10.000 | Sand              | Andreea Vanc                     | 6:7, 6:1, 6:1 |
| 5.  | 2. Mai 1999     | Espinho   | ITF $25.000 | Sand              | Maria Desamparados Ramon Climent | 6:3, 4:6, 7:5 |